# 在陶里斯的伊菲革涅亚
在陶里斯的伊菲革涅亚原为古希腊悲剧诗人欧里庇得斯的经典悲剧，讲述特洛伊战争之前的一段故事，后多有改编重写。
歌德所创作的《在陶里斯的伊菲革涅亚》（Iphigenie auf Tauris）则与古希腊悲剧诗人的情节有所不同。全篇故事以人本思想为基准，重点强调了作为人本身，也能克服上天所传承的诅咒和灾难的理想。

## 综评
歌德为本剧的定义，是一齣戏剧，即并非悲剧，也非喜剧。作为一出严格遵照古典封闭戏剧结构所创作的作品，这出五幕剧只有5个角色，发生在一天中，地点是狩猎女神狄安娜的神庙。全剧的叙述也严格遵照了五步法——开端，发展，高潮，回落和结局。

## 主要情节
前情：伊菲革涅亚作为阿伽门农的女儿，在父亲因为不慎射死了狩猎女神狄安娜的鹿后，被父亲推上了斩首台——为了依此换取狄安娜对阿伽门农对特洛伊战争所必须的海风的帮助。但是行刑的最后一刻，伊菲革涅亚则被女神救起，倒下的则是一头鹿。但是，作为代价，伊菲革涅亚必须呆在陶里斯岛上的女神神庙里做祭司。在那里，她度过了无数个思乡之夜，而与此同时，她的兄弟俄瑞斯忒斯和兄弟的朋友皮拉得斯则从希腊来到陶里斯，试图从神庙里偷走女神像，带回希腊。
戏剧从伊菲革涅亚望海思乡开始，陶里斯国王托阿斯是个誠实正直的人，他对美丽善良的伊菲革涅亚暗生倾慕，于是派仆人阿卡斯向伊菲革尼亚求婚，但被拒绝。俄瑞斯忒斯和皮拉得斯来到了陶里斯岛，但是在偷盗时被伊菲革涅亚发现，她知道他们是希腊人后，暗生同情，但是按照规定，这两人必须处死，在对家乡亲人的爱和对托阿斯的忠诚中，伊菲革涅亚再三犹豫。最后，她还是决定将其中一人处死，一人偷放回国。与此同时，她也写了一封信，托俄瑞斯忒斯带回希腊给她的父亲，阿伽门农。此刻，真相大白，姐弟相认。最后，伊菲革涅亚还是放走了两人，她来到托阿斯面前，承认一切，并请求惩罚，但是托阿斯原谅了她，并将她放回希腊。

## 思想
作为歌德早期创作的诗剧。本剧严格遵守了五音节格律。与古希腊的悲剧不同，这里，歌德不再突出作为神的主宰能力，而转向对人的歌颂。解决这出戏剧中一切的矛盾的——是人：伊菲革涅亚解决了亲情和忠诚的矛盾，托阿斯解决了爱情和占有的矛盾。最后，人类在对神所下定的束缚和诅咒中取得了胜利，高唱起人类理想主义的凯歌。

## 外部連結
- 來自古騰堡計劃：
  - Iphigenia in Tauris （页面存档备份，存于），安娜·斯萬維克譯
  - Iphigenie auf Tauris （页面存档备份，存于） （德文）
  - Ifigenio en Taŭrido （页面存档备份，存于） （世界文）
- Iphigenia，Brian Cole譯